# Fernando Corona
Fernando Corona (Santander, 26 de noviembre de 1895 - Porto Alegre, 1979) fue un escultor, arquitecto, decorador, ensayista y profesor de arte de origen español radicado en Porto Alegre, Brasil.
Desarrolló una carrera individual como arquitecto diseñando el exterior del antiguo edificio del Banco Nacional do Comércio (adaptación de un proyecto anterior de Theodor Wiederspahn, donde hoy se encuentra el Santander Cultural) y siendo autor de los proyectos arquitectónicos del Instituto de Educación General Flores da Cunha y de la Galeria Chaves, entre otros. Fue uno de los precursores de la arquitectura moderna en Porto Alegre, autor o coautor de importantes edificios como el Edificio Guaspari y el Edificio Jaguaribe. Corona también diseñó el imponente Edificio Colonial, un edificio residencial tradicional construido por Tasso Corrêa en el número 820 de la Rua 24 de Outubro.
En 1938, con su tesis Fídias - Miguel Ângelo - Rodin, ganó el concurso para la Cátedra de Escultura y Modelado del Instituto de Bellas Artes donde enseñó durante más de 30 años, influyendo en generaciones de otros artistas locales y ganándose la estima y el respeto de colegas y alumnos.
Fue un importante escultor, autor de la imagen de Nuestra Señora del Líbano en la fachada de la iglesia del mismo nombre, de la máscara de Beethoven en el Parque Farroupilha, del grupo escultórico del frontispicio del Santander Cultural y del diseño de la Fuente Talavera de La Reina frente al palacio municipal. También tiene piezas en colecciones privadas y en el MARGS. Recibió una medalla de oro en el IV Salón Gaúcho de Bellas Artes y realizó dos exposiciones individuales en la ciudad en la década de 1950.
En el campo del ensayo, dejó una obra fundamental para la historiografía de la crítica de arte en el Estado, colaborando asiduamente en la página de arte del Correio do Povo y de la Revista do Globo y escribiendo el libro Caminhada das Artes, con crónicas, ensayos e impresiones personales sobre el ambiente artístico de Río Grande del Sur y del Brasil de su época y sus personalidades más destacadas. También dejó importantes registros sobre los inicios de la escultura y la enseñanza de la arquitectura en Río Grande del Sur a través de sus artículos para la Enciclopédia Rio-Grandense, aunque algunas de sus afirmaciones allí han sido rebatidas por investigaciones recientes.